# Malgassochaetus
Malgassochaetus is een geslacht van kevers uit de familie Chaetosomatidae. De wetenschappelijke naam van de soort is voor het eerst geldig gepubliceerd in 1980 door Ginter Ekis en Jean J. Menier.
Deze kevers komen voor op Madagaskar. Voor de publicatie van Ekis en Menier was de familie Chaetosomatidae enkel bekend door twee soorten uit Nieuw-Zeeland, Chaetosoma scaritides en Chaetosomodes halli.

## Soorten
Ekis en Menier beschreven naast het nieuwe geslacht Malgassochaetus drie nieuwe soorten:
- Malgassochaetus crowsoni, die ze aanduidden als de typesoort; typelocatie: Diego-Suarez
- Malgassochaetus descarpentriesi; type-locatie: Andringitra Est. Anjavidiliva
- Malgassochaetus pauliani; type-locatie: Mt. Tsaratanana.

Later hebben Ekis en/of Menier nog meer soorten beschreven uit Madagaskar:
- Malgassochaetus cordicollis Menier & Ekis, 1982
- Malgassochaetus viettei Menier & Ekis, 1982
- Malgassochaetus quadraticollis Menier & Ekis, 1982
- Malgassochaetus penicillatus Menier & Ekis, 1982
- Malgassochaetus sogai Menier, 1991